# Listă de conducători de stat din 866
862 - 863 - 864 - 865 - 866 - 867 - 868 - 869 - 870
Aceasta este o listă a conducătorilor de stat din anul 866:

## Europa
- Amalfi: Marin (prefect, 839-860, 866-cca. 870) și Pulcharius (prefect, 866-879)
- Anglia, statul anglo-saxon Northumbria: Elle (rege, 862/863-867)
- Anglia, statul anglo-saxon East Anglia: Edmund (rege, 855-866)
- Anglia, statul anglo-saxon Mercia: Burgred (rege, 852-874)
- Anglia, statul anglo-saxon Wessex: Ethelred (rege, 865/866-871)
- Aquitania: Carol Copilul (rege din dinastia Carolingiană, 855-866) și Ludovic al II-lea cel Gângav (rege din dinastia Carolingiană, 866-879; totodată, rege al Franței, 877-879)
- Aquitania: Rainulfe I (duce, 845-866)
- Asturia: Ordono I (rege, 850-866; totodată, rege al Leonului, 855-866) și Alfonso al III-lea cel Mare (rege, 866-910; totodată, rege al Leonului, 866-910)
- Bari: Sawdan (emir, 857-871)
- Bavaria: Ludovic al II-lea Germanicul (rege din dinastia Carolingiană, 817-876; ulterior, rege al Germaniei, 843-876)
- Benevento: Adelchis (principe, 854-878)
- Bizanț: Mihail al III-lea Bețivul (împărat din dinastia Amoriană, 842-867)
- Bretania: Solomon (duce/principe uzurpator, 857-874)
- Bulgaria: Boris I Mihail (cneaz, 852-889)
- Capua: Landulf al II-lea (conte, 863-866, 871-879) și Lambert I (conte din familia Guideschi, 866-871; totodată, duce de Spoleto, 859-871, 876-880)
- Castilia: Rodrigo (conte, 850-cca. 873)
- Cordoba: Abu Abdallah Muhammad I ibn Abd ar-Rahman (II) (emir din dinastia Omeiazilor, 852-886)
- Creta: Shuayb I ben Umar (emir, 855-880)
- Croația: Domagoj (cneaz din dinastia Trpimirovic, 864-876)
- Flandra: Balduin I Braț de Fier (conte din dinastia lui Balduin, cca. 864-879)
- Franța: Carol al II-lea cel Pleșuv (rege din dinastia Carolingiană, 843-877; ulterior, rege al Lotharingiei, 869-870; ulterior, împărat occidental, 875-877; ulterior, rege al Italiei, 875-877)
- Friuli: Unruoch (margraf, 863-874)
- Gaeta: Constantin (consul, 839-866) și Marin I (consul, 866)
- Germania: Ludovic al II-lea Germanicul (rege din dinastia Carolingiană, 843-876; anterior, rege al Bavariei, 817-876)
- Gruzia, statul Abhazia: Dimitrie al II-lea (rege, 837/838-872/873)
- Gruzia, statul Tao-Klardjet: Bagrat I (rege din dinastia Bagratizilor, 842/843-876)
- Imperiul occidental: Ludovic al II-lea cel Tânăr (împărat din dinastia Carolingiană, 855-875; totodată, rege al Italiei, 844-875)
- Italia: Ludovic al II-lea cel Tânăr (rege din dinastia Carolingiană, 844-875; ulterior, împărat occidental, 855-875)
- Leon: Ordono I (rege, 855-866; totodată, rege al Asturiei, 850-866) și Alfonso al III-lea cel Mare (rege, 866-910; totodată, rege al Asturiei, 866-910)
- Lotharingia: Lothar al II-lea (rege din dinastia Carolingiană, 855-869)
- Moravia Mare: Rastislav (cneaz, 846-870)
- Neapole: Grigore al III-lea (duce, 863/864-869/870)
- Salerno: Guaifer (principe, 861-880)
- Saxonia: Liudolf (duce din dinastia Liudolfingilor, ?-866)
- Scoția: Constantin I (rege, 862-877)
- Serbia: Mutimir (cneaz din dinastia lui Viseslav, 860-891)
- Sicilia: Abu'l-Gharanik Muhammad al II-lea ibn Ahmad (emir din dinastia Aghlabizilor, 864-875)
- Spoleto: Lambert I (duce din familia Guideschi, 859-871, 876-880; ulterior, conte de Capua, 866-871)
- Statul papal: Nicolae I (papă, 858-867)
- Toscana: Adalbert I (margraf, 847-886)
- Toulouse: Bernard (conte, 865-872)
- Veneția: Orso Partecipazio al II-lea (doge, 864-881)

## Africa
- Aghlabizii: Abu'l-Gharanik Muhammad al II-lea ibn Ahmad (emir din dinastia Aghlabizilor, 864-875)
- Idrisizii: Iahia al II-lea ibn Iahia (imam din dinastia Idrisizilor, 863-866) și Ali al II-lea ibn Umar ibn Idris (I) (imam din dinastia Idrisizilor, 866-?)
- Kanem-Bornu: Fune (cca. 835-cca. 893)

## Asia

### Orientul Apropiat
- Bizanț: Mihail al III-lea Bețivul (împărat din dinastia Amoriană, 842-867)
- Califatul abbasid: Abu'l-Abbas Ahmad al-Mustain ibn Muhammad ibn al-Mutasim (calif din dinastia Abbasizilor, 862-866) și Abu Abdallah Muhammad al-Mutazz ibn al-Mutauakkil (calif din dinastia Abbasizilor, 866-869)
- Samanizii: Nasr I ibn Ahmad (emir din dinastia Samanizilor, 864-892)

### Orientul Îndepărtat
- Birmania, statul Arakan: Pawlataing Chandra (rege din dinastia Chandra, 849-875)
- Birmania, statul Mon: Areindama (rege, 861-885)
- Cambodgea, Imperiul Kambujadesa (Angkor): Jayavarman al III-lea (împărat, 854-877)
- Cambodgea, statul Tjampa: Vikrantavarman al III-lea (rege din a cincea dinastie, după 854-875/889)
- China: Yizong (împărat din dinastia Tang, 860-873)
- Coreea, statul Silla: Kyongmun (Ongyom) (rege din dinastia Kim, 861-875)
- India, statul Chalukya răsăriteană: Vijayaditya al III-lea (rege, 848-892)
- India, statul Chola: Vijayalaya (rege, cca. 850-cca. 871)
- India, statul Gurjara Pratihara: Bhoja I (rege, înainte de 836-cca. 885)
- India, statul Pallava: Nandivarman al III-lea (rege din a treia dinastie, 844-866) și Nripatungavarman (rege din a treia dinastie, 855-896)
- India, statul Raștrakuților: Amoghavarșa (sau Sarva) I (rege, 814-878)
- Japonia: Seiwa (Seiua) (împărat, 858-876)
- Kashmir: Avantivarman (rege din dinastia Utpala, 857-884)
- Nepal: Raghavadeva (rege din dinastia Thakuri, 865/880-923/926)
- Sri Lanka: Sena al II-lea (rege din dinastia Silakala, 844-879)